# Aflou
Aflou (arabisch أفلو, DMG Aflū, tamazight ⴰⴼⵍⵓ) ist eine Stadt und Gemeinde in der Provinz Laghouat in Algerien. Sie liegt im Amour-Gebirge des Saharaatlas auf einer Höhe von 1426 m und ist damit eine der höchstgelegenen Städte in Algerien. Sie hatte 93.585 Einwohner (Stand: 2008).

## Geschichte
Die Region wurde in prähistorischer Zeit von nomadischen Völkern aus Nordafrika besiedelt. Felsgravuren zeugen von ihrer Anwesenheit. In Sfissifa ist zum Beispiel ein gut erhaltenes Fresko zu sehen, das einen Elefanten zeigt, der sein Jungtier vor einem Panther schützt. Die Stadt Aflou entstand jedoch erst im 19. Jahrhundert, im Herzen einer ausgedehnten synklinalen Senke. 
Im Jahr 1874 wurde Aflou eine gemischte Gemeinde des Departements Oran. Von 1954 bis 1962 währte der Algerienkrieg. Bis zum Kriegsende und der Unabhängigkeit gehörte die Stadt zum 1956 neu eingeteilten französischen Verwaltungsgebiet Wilaya 5. 1974 wurde es in die Wilaya (Provinz) von Laghouat integriert.

## Bevölkerungsentwicklung
| Zensusjahr | Einwohnerzahl |
| ---------- | ------------- |
| 1977       | 16.320        |
| 1987       | 29.890        |
| 1998       | 47.996        |
| 2008       | 93.585        |

## Söhne und Töchter der Stadt
- Abdelaziz Belkhadem (* 1945), Politiker
- Matteo Ferrari (* 1979), Fußballspieler